# فلیس بونتو
فلیس بونتو (ایتالیایی: Felice Bonetto؛ زادهٔ ۹ ژوئن ۱۹۰۳ در مانربیو، نزدیکی برشا، درگذشتهٔ ۲۱ نوامبر ۱۹۵۳ در سیلاو) رانندهٔ مسابقات اتومبیل‌رانی اهل ایتالیا بود که از فصل ۱۹۵۰ تا ۱۹۵۳ در مجموع در شانزده گراند پری از مسابقات جهانی فرمول یک شرکت کرد.
بونتو در طول دوران فعالیت خود در فرمول یک، ۲ بار بر روی سکو رفت و ۱۷٫۵ امتیاز را به نام خود به‌ثبت رساند.
بونتو در ۲۱ نوامبر ۱۹۵۳ بر اثر تصادف رانندگی به‌هنگام پیشتازی در مسابقه در سیلاو درگذشت.